# Organizația Mondială a Comerțului
Organizația Mondială a Comerțului (OMC) este o organizație internațională care supervizează un număr mare de 
acorduri care definesc "regulile comerciale" dintre statele membre. OMC este succesoarea „Acordului general asupra tarifelor și comerțului“ și operează în direcția reducerii și abolirii barierelor comerțului internațional.
Sediul OMC se află în Geneva, Elveția. În 13 mai 2005, Pascal Lamy a fost ales director general al OMC. Acesta a preluat funcția de la predecesorul său, Supachai Panitchpakdi la data de 1 septembrie, 2005. Până la data de 19 august, 2005 au existat 148 de memberi ai organizației. Tuturor membrilor OMC li se recomandă să-și ofere reciproc statutul de națiunea cea mai favorizată, astfel încât (cu mici excepții) concesiuni comerciale oferite de un membru OMC unei țări trebuie să fie oferite tuturor membrilor OMC.
La sfârșitul anilor '90, OMC a devenit o țintă majoră a protestelor mișcărilor anti-globalizare.

## Origini
Organizația Mondială a Comerțului a fost creată la 1 ianuarie 1995 pentru a înlocui Acordului general asupra tarifelor și comerțului (GATT - General Agreement on Tariffs and Trade) care cuprindea o serie de tratate comerciale încheiate la sfârșitul celui de-al doilea război mondial, cu scopul de a facilita comerțul liber. Principiile și acordurile GATT au fost adoptate de OMC care a fost însărcinată cu administrarea și extinderea acestora. Spre deosebire de GATT, OMC are o structură instituțională substanțială.
Efectiv, OMC este succesoarea mult amânată a Organizației Internaționale a Comerțului care inițial a fost planificată a fi urmașa GATT-ului. Carta internațională a Organizației Internaționale a Comerțului a fost stabilită în cadrul conferinței Națiunilor Unite asupra comerțului și ocupației, organizată la Havana în martie 1948, însă a fost blocată de Senatul american. Unii istorici au presupus că nereușita e posibil să fi rezultat din temerile venite din interiorul comunității de afaceri americane, acelea că Organizația internațională a comerțului, (ITO) ar fi putut fi folosită pentru a regulariza, mai degrabă decât pentru a liberaliza marile afaceri (Lisa Wilkins, 1997).

## Funcții
OMC are două funcții de bază: este un forum de negocieri pentru discuții asupra regulilor comerciale noi, dar și deja existente și ca și un corp de acord în privința disputelor.

### Negocieri
Acolo unde cele mai multe organizații operează pe „o țară, un vot“ sau pe baza „voturilor măsurate“, multe decizii ale OMC, cum ar fi adoptarea înțelegerilor (și a reviziilor aduse acestora) sunt determinate de consens. Acest lucru nu înseamnă însă ca s-a ajuns la unanimitate: doar că nici un membru nu găsește o decizie a fi atât de inacceptabilă, încât să insiste pe o anumită obiecție. Votul este folosit doar ca un mecanism de reducere sau în cazuri speciale.
Avantajul consensului este acela că încurajează eforturile de a găsi decizia acceptată de către toți. Principalele dezavantaje includ cererile de alocare a unei perioade de timp mai mare și mai multe runde de negocieri, pentru a dezvolta o decizie în consens, iar tendința ca acordurile finale să folosească un limbaj ambiguu asupra părților contencioase punctează faptul că viitoarele interpretări ale tratatului vor fi dificile.
Richard Steinberg (2002) este de părere că deși modelul conducerii prin consens a OMC oferă comerț inițial bazat pe lege, rundele comerciale se încheie prin comerț bazat pe putere, favorizând Europa și Statele Unite și pot sănu conducă la pareto eficiență. Cele mai notabile nefuncționalități ale consensului de la întâlnirile ministeriale de la Seattle (1999) și de la Cancún (2003) au apărut din cauza refuzului câtorva țări în curs de dezvoltare de a acepta propunerile.

### Rezoluția disputei
Ca și multe alte organizații internaționale, OMC nu are o putere semnificativă pentru a întări deciziile pe care le ia atunci când un membru face o plângere împotriva unui alt membru. Dacă deciziile luate de corpul de acord în privința disputelor nu sunt îndeplinite, se pot lua măsuri de despăgubire pentru membrul care a făcut plângerea, însă nici o altă acțiune de constrângere nu este disponibilă. Asta înseamnă că state puternice din punct de vedere economic, cum sunt Statele Unite ale Americii, pot să ignore hotărârile luate împotriva lor de către state cu economii mai slabe, deoarece cele din urmă nu au puterea de a forța SUA să își schimbe poziția. Acesta a fost cazul, de exemplu, cu decizia corpului de acord din martie 2005[nefuncțională]
 în cazul DS 267 prin care se declarau ilegale subvențiile americane pentru bumbac.

## Țări membre
State fondatoare
     Alte state membre

State fondatoare
Alte state membre

OMC cuprindea 76 de țări membre la înființare. Alți 74 de membri au urmat în următorii zece ani, ultima fiind Vietnam care a aderat la data de 11 ianuarie 2007. O listă actuală de membri poate fi găsită aici[nefuncțională]
.
Există țări care nu sunt membre și care au participat ca observatori la OMC: Algeria, Andorra, Azerbaidjan, Bahamas, Belarus, Bhutan, Bosnia și Herțegovina, Capul Verde, Guineea Ecuatorială, Etiopia, Sfântul Scaun (Vatican), Iran, Irak, Kazahstan, Laos, Liban, Libia, Federația Rusă, Samoa, São Tomé și Príncipe, Serbia, Muntenegru, Seychelles, Sudan, Tadjikistan, Tonga, Ucraina, Uzbekistan, Vanuatu, și Yemen. Multe dintre aceste țări doresc să devină membre.
Iranul a aplicat pentru prima oară la OMC în 1996, însă aplicația sa a fost blocată de către Statele Unite de 22 de ori, sub acuzația că Teheranul ar susține terorismul internațional. În luna martie, 2005, SUA a declarat că își va folosi dreptul de veto pentru a începe negocierile pentru aderarea Iranului. Statele Unite au ales să nu blocheze ultima cerere de aderare, ca parte a unei înțelegeri legate de programul nuclear. Rusia a aderat la OMC pe data de 22 august 2012.

## Cronologie
- 1986-1994 - Runda Uruguay a negocierilor GATT, culminând cu Acordul de la Marrakech care a pus bazele OMC.
- 1 ianuarie, 1995 - OMC își începe existența.[5]
- 1 mai, 1995 - Renato Ruggiero devine director general pe 4 ani.
- 9 decembrie - 13 decembrie, 1996 - Conferința ministerială inaugurală de la Singapore.
- 18 mai - 20 mai, 1998 - A doua conferință ministerială, de la Geneva, Elveția.
- 1 septembrie, 1999 - Mike Moore a devenit director general.
- 30 noiembrie - 3 decembrie, 1999 - A treia conferință ministerială, de la Seattle, Washington, SUA.
- 9 noiembrie - 13 noiembrie, 2001 - A patra conferință ministerială, de la Doha, Qatar începe cu Runda de la Doha.
- 11 decembrie, 2001 - Republica Populară Chineză a aderat la OMC după 15 ani de negocieri (cele mai lungi negocieri din istoria GATT).
- 1 ianuarie, 2002 - Republica Chineză (Taiwan) a aderat la OMC.
- 1 septembrie, 2002 - Supachai Panitchpakdi devine director general.
- 10 septembrie - 14 septembrie, 2003 - A cincea conferință ministerială, de la Cancun, Mexic
- octombrie 2004 - Cambodgia devine membră OMC
- 13 decembrie - 18 decembrie, 2005 - A șasea conferință ministerială va avea loc la Hong Kong.

## Critici
OMC promovează globalizarea economică și comerțul liber, care sunt considerate de mulți ca fiind două teme problematice.
Tratatele OMC au fost acuzate de tendințe de parțialitate față de corporațiile multinaționale și față de națiunile bogate. În timp ce parteneriatul este voluntar, criticii sunt de părere că neparticiparea plasează țările neparticipante sub embargo, creând un sistem internațional de reguli economice forțate și descurajând schimbul și experimentarea.
Procesul de luare a deciziilor în cadrul organizației și în ceea ce privește organizația a fost, de asemenea, supus criticilor. Cei trei mari membri - Statele Unite ale Americii, Uniunea Europeană și Japonia - au fost acuzate de faptul că se folosesc de OMC pentru a exercita o influență exagerată asupra statelor membre mai puțin influente. În plus, unii cred că statele membre au adoptat tratatele OMC în mod nedemocratic sau în detrimentul propriilor cetățeni sau al mediului înconjurător.

### Legături anti-OMC
- Parodie la pagina oficială OMC
- OMCaction.org[nefuncțională]
- TradeObservatory.org Arhivat în 16 iunie 2011, la Wayback Machine.
- www.globalexchange.org[nefuncțională]
 — Motive principale împotriva OMC
- www.sfgate.com — Este organizația  mondială a comerțului o binecuvântare sau un blestem? de Kevin Phillips
- www.foodfirst.org Arhivat în 10 decembrie 2005, la Wayback Machine. — Ziua internațională de protest împotriva OMC
- Spune nu pentru OMC[nefuncțională]
 — artă grafică de James Koehnline din Seattle